# Лория, Георгий
Гео́ргий (Гио́рги) Ло́рия (груз. გიორგი ნუგზარის ძე ლორია; род. 27 января 1986, Тбилиси) — грузинский футболист, вратарь футбольного клуба «Омония» (Арадипу) и сборной Грузии.

## Карьера

### Клубная
На молодёжном уровне дебютировал в 1994 году за «Аваза Тбилиси». В 2002 году перешёл в другой столичный клуб — «Динамо», за который играл до 2005 года, после чего начал профессиональную карьеру в клубе.

### «Динамо» (Тбилиси)

#### Сезон 2009/10
Дебют в еврокубках был в матче 1-го квалификационного раунда Лиги Европы УЕФА против латвийского «Металлурга». Первый матч проходил в Латвии и закончился победой хозяев со счётом 2:1. При своих трибунах «Динамо» отыгралось с нужным для себя счётом (3:1) и прошло дальше. Во 2-м квалификационном раунде Лиги Европы УЕФА «Динамо» встречалось с «Црвеной Звездой». Первый матч проходил в Грузии. «Динамо» выиграло 2:0. В ответном матче на стадионе «Райко Митич» сербы победили со счётом 5:2, а общий счёт был 5:4 в пользу «Црвены Звезды».
Дебют за родную команду в чемпионате Грузии состоялся 16 августа 2009 года в матче против «Цхинвали», команда Лории обыграла своего противника со счётом 5:0.
В этом сезоне Лория провёл 34 матча в чемпионате Грузии и 4 матча в Лиги Европы УЕФА. «Динамо» заняло 2-е место в чемпионате Грузии и вышло в 1-й квалификационный раунд Лиги Европы.

##### Сезон 2010/11
В новом сезоне «Динамо» в матче 1-го квалификационного раунда Лиги Европы УЕФА встречалось с эстонской «Флорой». Первый матч проходил в Грузии и завершился победой грузинского клуба со счётом 2:1. Второй матч окончился нулевой ничьей и «Динамо» прошло дальше.
Во 2-м квалификационном раунде Лиги Европы УЕФА грузинский клуб встречался со шведским клубом «Ефле». Первый матч проходил в Швеции и закончился победой «Динамо» (2:1). В Грузии был такой же счёт в пользу команды Лории. «Динамо» прошло дальше.
В 3-м квалификационном раунде Лиги Европы УЕФА грузинской команде попался австрийский «Штурм». Первый матч проходил в Австрии и закончился поражением команды Лории (0:2). В Грузии же была ничья 1:1. Общий счёт 3:1 в пользу «Штурма».
В этом сезоне Лория провёл 35 матчей в чемпионате и 6 матчей в Лиги Европы УЕФА. «Динамо» вновь заняло 2-е место и попало в 1-й квалификационный раунд Лиги Европы УЕФА.

##### Сезон 2011/12
В новом сезоне «Динамо» в матче 1-го квалификационного раунда Лиги Европы УЕФА встречалось с клубом из Молдавии «Милсами». Первый матч завершился победой команды Лории 2:0, а второй матч со счётом 3:1.
Во 2-м квалификационном раунде грузинский клуб встречался с «Лланелли Таун» из Уэльса. Первый матч проходил на поле «Лланелли» и завершился со счётом 2:1. В домашнем для себя матче грузинский клуб победил со счётом 5:0.
В 3-м квалификационном раунде грузинской команде попался исландский «Рейкьявик». «Динамо» без проблем удалось победить и на выезде (4:1), и дома (2:0).
В раунде плей-офф «Динамо» попался греческий АЕК. Первый матч состоялся в Греции (0:1). В ответный матч завершился вничью (1:1).
По итогам сезона «Динамо» заняло 4-е место и не попало в еврокубки. Лория сыграл 30 матчей в чемпионате страны и 8 — в Лиги Европы.

##### Сезон 2012/13
«Динамо» по итогам сезона заняло 1-е место и попало во 2-й квалификационный раунд Лиги чемпионов. Лория отыграл 24 игры в чемпионате.

##### Сезон 2013/14
Сезон начался со 2-го квалификационного раунда Лиги чемпионов. Первым соперником стал «ЭБ/Стреймур» из Фарерских островов. «Динамо» без труда обыграло соперников со счётом 9:1.
В 3-м квалификационном раунде Лиги чемпионов соперником стала румынская «Стяуа». Румынский клуб обыграл на выезде «Динамо» 2:0, а дома сыграл вничью 1:1 и отправил грузинский коллектив в Лигу Европы.
В раунде плей-офф Лиги Европы «Динамо» попался английский «Тоттенхэм Хотспур». В первом матче грузины потерпели поражение 0:5, а во втором — 0:3. В этом сезоне Лория сыграл 30 матчей в чемпионате и 6 в еврокубках.

### ОФИ

#### Сезон 2014/15
Летом 2014 года Лория подписал контракт с греческим ОФИ. Дебют состоялся в матче 1-го тура против «Панетоликоса» (1:0). По итогам сезона ОФИ вылетел, а Лория пропустил 51 мяч в 25 матчах.

### «Крылья Советов»
В сентябре 2015 года на правах свободного агента мог перейти в «Ноттингем Форест», но не получил разрешение на работу и в итоге перешёл в «Крылья Советов». При этом вратарём заинтересовался английский «Челси», но Лория не смог туда перейти, несмотря на наличие необходимого количества матчей за сборную — его национальная команда не входит в топ-70 рейтинга ФИФА, поэтому, согласно регламенту английской Премьер-лиги, получение трудовой визы для футболиста было бы сопряжено с некоторыми трудностями:
Правда, насколько я понял, такая возможность всё-таки существует. Но для этого «Челси» придётся заплатить лиге довольно серьёзную суммуЗураб Циклаури в интервью агентству «Р-Спорт»

#### Сезон 2015/16
Дебют состоялся в матче 15-го тура против «Рубина» (0:2). В этом сезоне Лория отыграл всего 14 матчей, пропустив 13 голов. «Крылья Советов» заняли 9 место по итогам сезона с 35 очками.

#### Сезон 2016/17
В этом сезоне Лория сыграл уже 25 игр, пропустив 33 мяча. По итогам сезона «Крылья Советов» вылетели в ФНЛ, заняв 15-е место с 28 очками.

### «Анжи»

#### Сезон 2017/18
21 августа 2017 года было объявлено об аренде Лории «Анжи». Дебют состоялся в матче 13 тура против «Урала» (1:2). Лория сыграл за сезон 13 матчей, пропустил 17 мячей. По итогам сезона «Анжи» вылетел, но сохранил место в Премьер-лиге в связи с расформированием «Амкара».

### «Магдебург»

#### Сезон 2018/19
Дебют состоялся в матче 19-го тура против «Эрцгебирге» (1:0).

### Выступление за сборную
За сборную Грузии дебютировал 27 мая 2008 года в товарищеском матче против сборной Эстонии (1:1).

## Достижения
«Динамо» (Тбилиси)
- Чемпион Грузии (3): 2007/08, 2012/13, 2013/14
- Обладатель Кубка Грузии (3): 2008/09, 2012/13, 2013/14
- Обладатель Суперкубка Грузии (2): 2006, 2009

«Анортосис»
- Обладатель Кубка Кипра: 2020/21

## Личная жизнь
Отец — Нугзар Лория (1945—2016), кинорежиссёр и филолог; в молодости играл в футбол на позиции вратаря. Мать — Мария, работала на телевидении. Сестра Нино — актриса.

## Статистика

### Клубная
| Выступление             | Выступление      | Выступление      | Лига | Лига | Кубок | Кубок | Еврокубки | Еврокубки | Итого | Итого |
| Клуб                    | Лига             | Сезон            | Игры | Голы | Игры  | Голы  | Игры      | Голы      | Игры  | Голы  |
| ----------------------- | ---------------- | ---------------- | ---- | ---- | ----- | ----- | --------- | --------- | ----- | ----- |
| Динамо (Тбилиси)        | Высшая лига      | 2005/06          | 1    | ?    | 0     | 0     | 0         | 0         | 1     | ?     |
| Динамо (Тбилиси)        | Высшая лига      | 2006/07          | 10   | ?    | 0     | 0     | 0         | 0         | 10    | ?     |
| Динамо (Тбилиси)        | Высшая лига      | 2007/08          | 4    | ?    | 0     | 0     | 0         | 0         | 4     | ?     |
| Динамо (Тбилиси)        | Высшая лига      | 2008/09          | 3    | ?    | 0     | 0     | 0         | 0         | 3     | ?     |
| Динамо (Тбилиси)        | Высшая лига      | 2009/10          | 34   | -10  | 5     | -2    | 4         | -8        | 43    | -20   |
| Динамо (Тбилиси)        | Высшая лига      | 2010/11          | 35   | -21  | 3     | -3    | 6         | -6        | 44    | -30   |
| Динамо (Тбилиси)        | Высшая лига      | 2011/12          | 30   | -29  | 1     | 0     | 8         | -6        | 39    | -35   |
| Динамо (Тбилиси)        | Высшая лига      | 2012/13          | 24   | -14  | 8     | -5    | 0         | 0         | 32    | -19   |
| Динамо (Тбилиси)        | Высшая лига      | 2013/14          | 30   | -19  | 5     | -4    | 6         | -13       | 41    | -36   |
| Динамо (Тбилиси)        | Высшая лига      | 2014/15          | 0    | 0    | 0     | 0     | 2         | -4        | 2     | -4    |
| Динамо (Тбилиси)        | Итого            | Итого            | 171  | -?   | 22    | -14   | 26        | -37       | 219   | ?     |
| ОФИ                     | Суперлига        | 2014/15          | 25   | -51  | 5     | -2    | 2         | -4        | 32    | -57   |
| ОФИ                     | Итого            | Итого            | 25   | -51  | 5     | -2    | 2         | -4        | 32    | -57   |
| Крылья Советов (Самара) | РФПЛ             | 2015/16          | 14   | -13  | 1     | -1    | —         | —         | 15    | -14   |
| Крылья Советов (Самара) | РФПЛ             | 2016/17          | 25   | -33  | 0     | 0     | —         | —         | 25    | -33   |
| Крылья Советов (Самара) | Итого            | Итого            | 39   | -46  | 1     | -1    | —         | —         | 40    | -47   |
| → Анжи                  | РФПЛ             | 2017/18          | 13   | -17  | 0     | 0     | —         | —         | 13    | -17   |
| → Анжи                  | Итого            | Итого            | 13   | -17  | 0     | 0     | —         | —         | 13    | -17   |
| Магдебург               | 2.Бундеслига     | 2018/19          | 11   | -10  | 0     | 0     | —         | —         | 11    | -10   |
| Магдебург               | Итого            | Итого            | 11   | -10  | 0     | 0     | —         | —         | 11    | -10   |
| Анортосис               | Дивизион А       | 2019/20          | 21   | -18  | 2     | -1    | —         | —         | 23    | -19   |
| Анортосис               | Итого            | Итого            | 21   | -18  | 2     | -1    | —         | —         | 23    | -19   |
| Всего за карьеру        | Всего за карьеру | Всего за карьеру | 280  | -?   | 30    | -18   | 28        | -41       | 338   | ?     |

### Сборная
| Грузия | Грузия | Грузия    | Грузия      | Грузия |
| Год    | Игры   | Пропущено | Сухие матчи |        |
| ------ | ------ | --------- | ----------- | ------ |
| 2008   | 5      | -8        | 0           |        |
| 2010   | 2      | -1        | 1           |        |
| 2011   | 5      | -4        | 2           |        |
| 2012   | 5      | -4        | 3           |        |
| 2013   | 5      | -7        | 2           |        |
| 2014   | 7      | -7        | 3           |        |
| 2015   | 5      | -11       | 1           |        |
| 2016   | 4      | -5        | 0           |        |
| 2017   | 3      | -4        | 1           |        |
| 2018   | 7      | -2        | 5           |        |
| 2019   | 8      | -11       | 3           |        |
| Всего  | 56     | -64       | 21          |        |